# Bandung

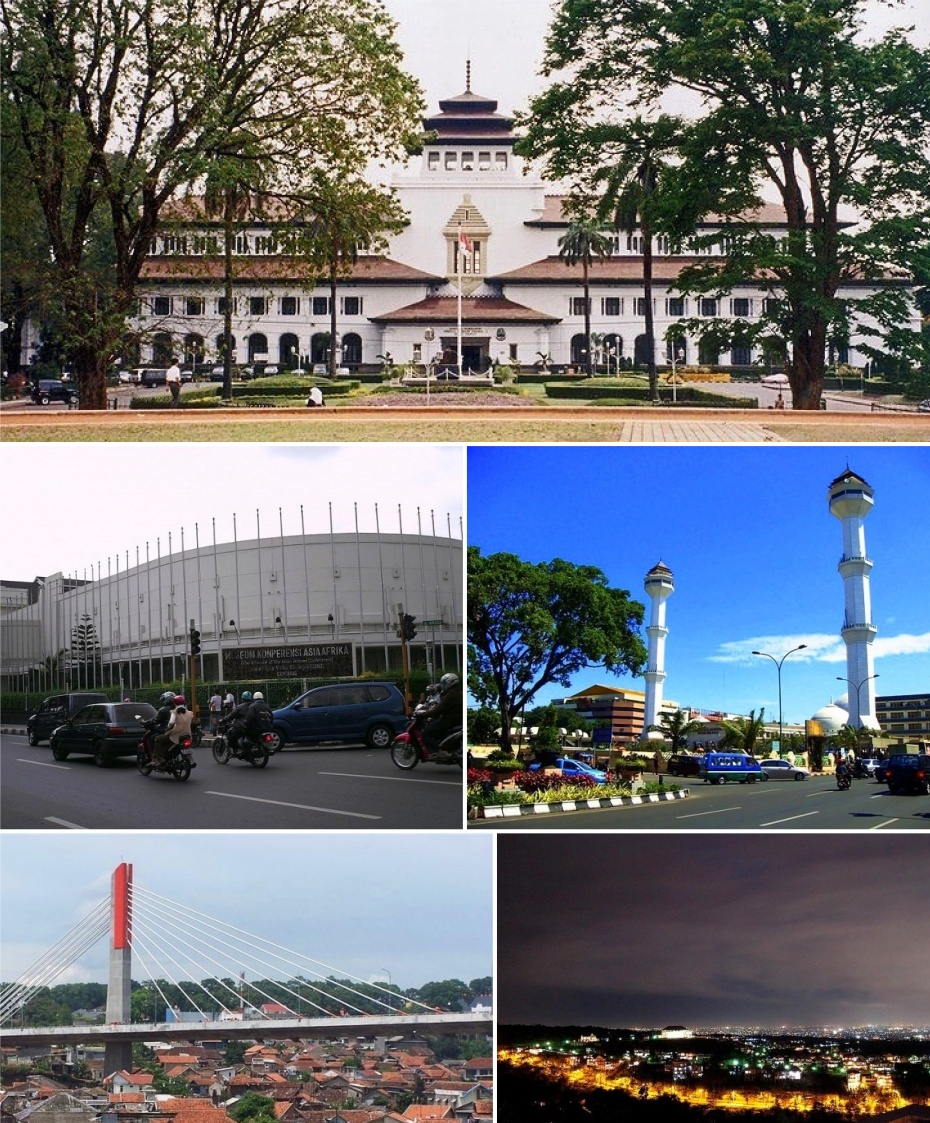
Eindrücke

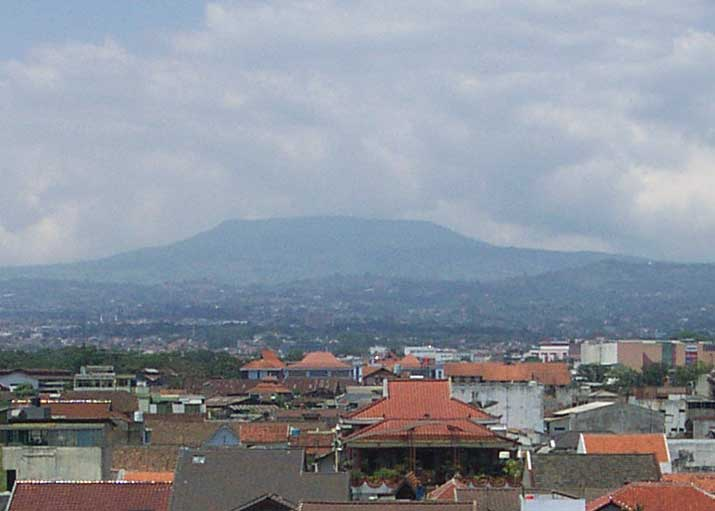
Der Vulkan Tangkuban Perahu

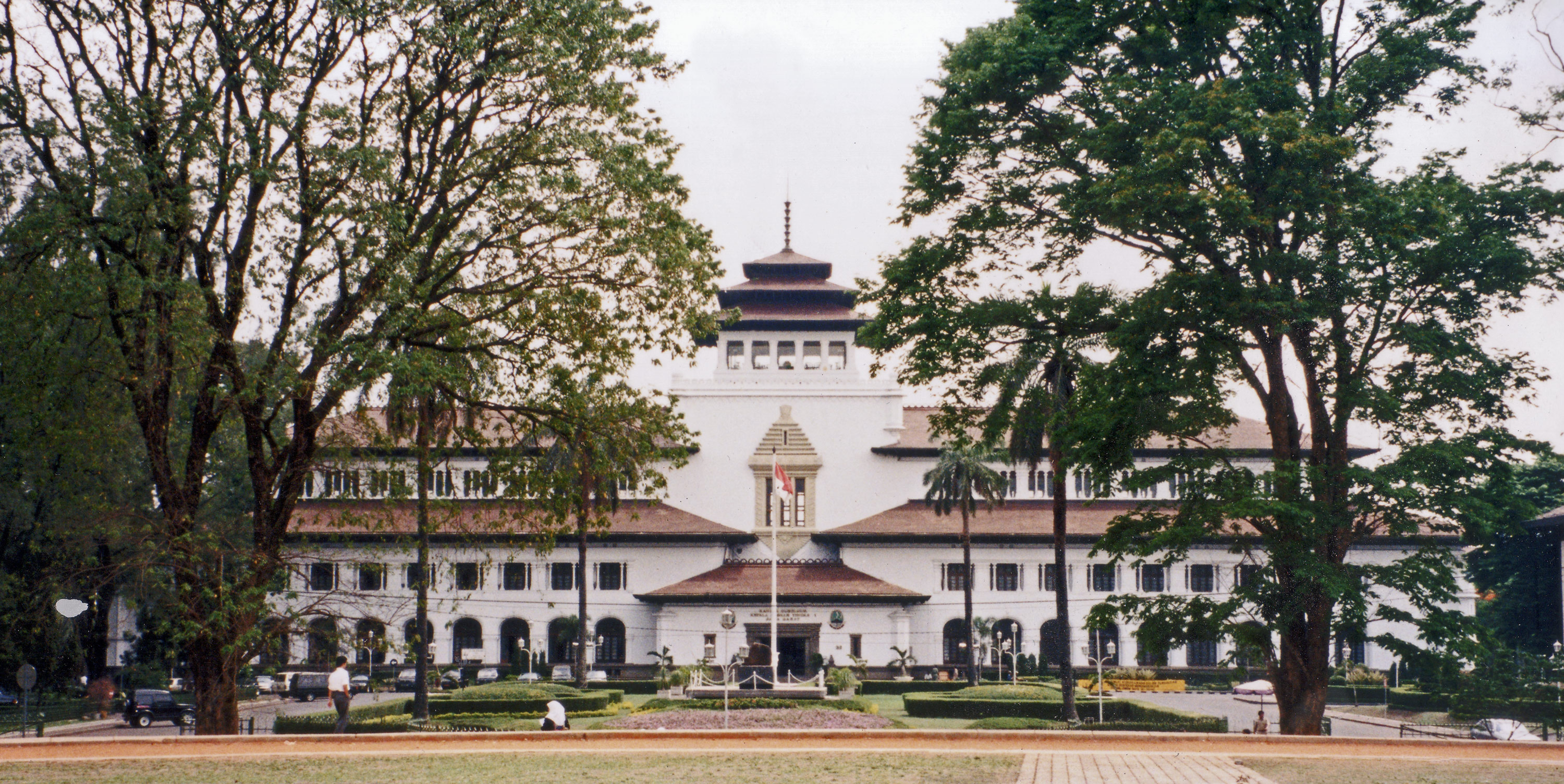
Der Gedung Sate aus der Kolonialzeit

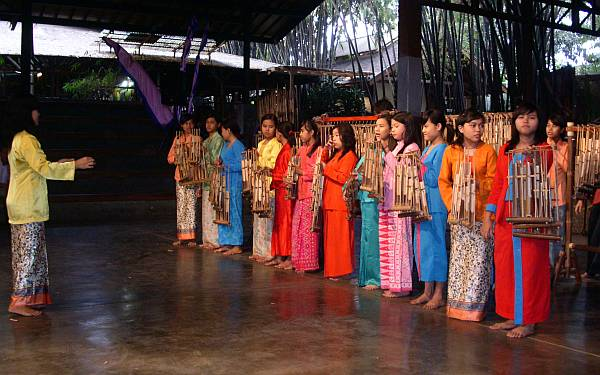
Eine Mädchengruppe beim Angklung spielen in Bandung

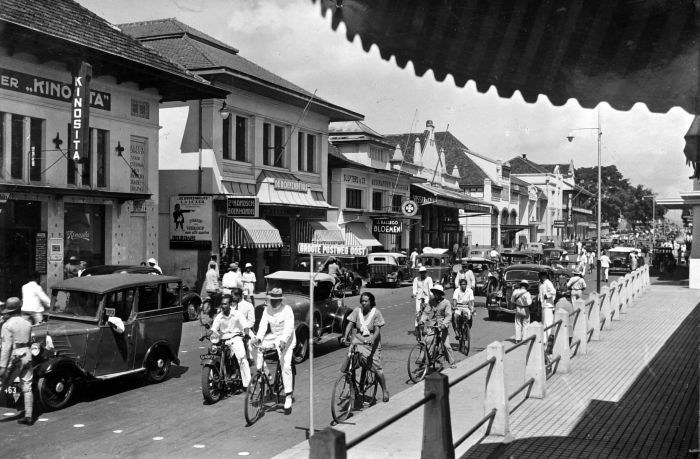
Groote Postweg Straße um 1938, heute Jalan Asia-Afrika

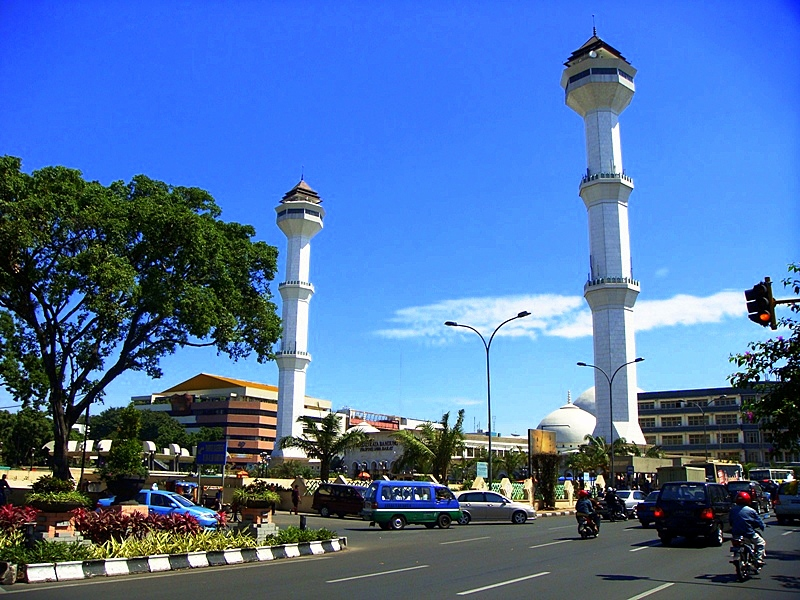
Die Große Moschee am Alun-Alun

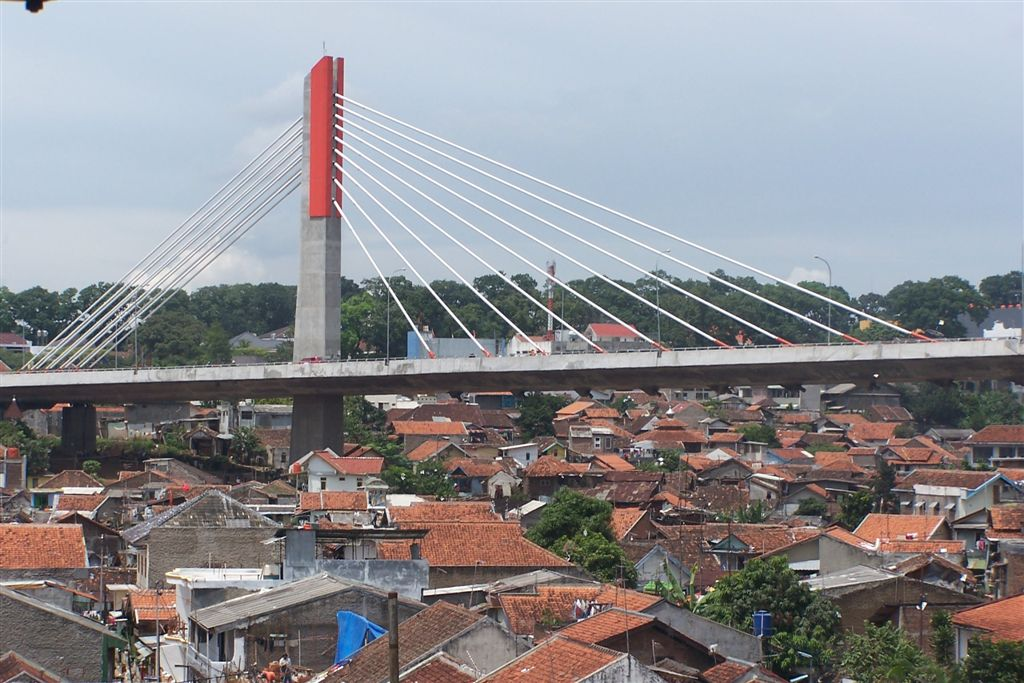
Pasupati-Brücke

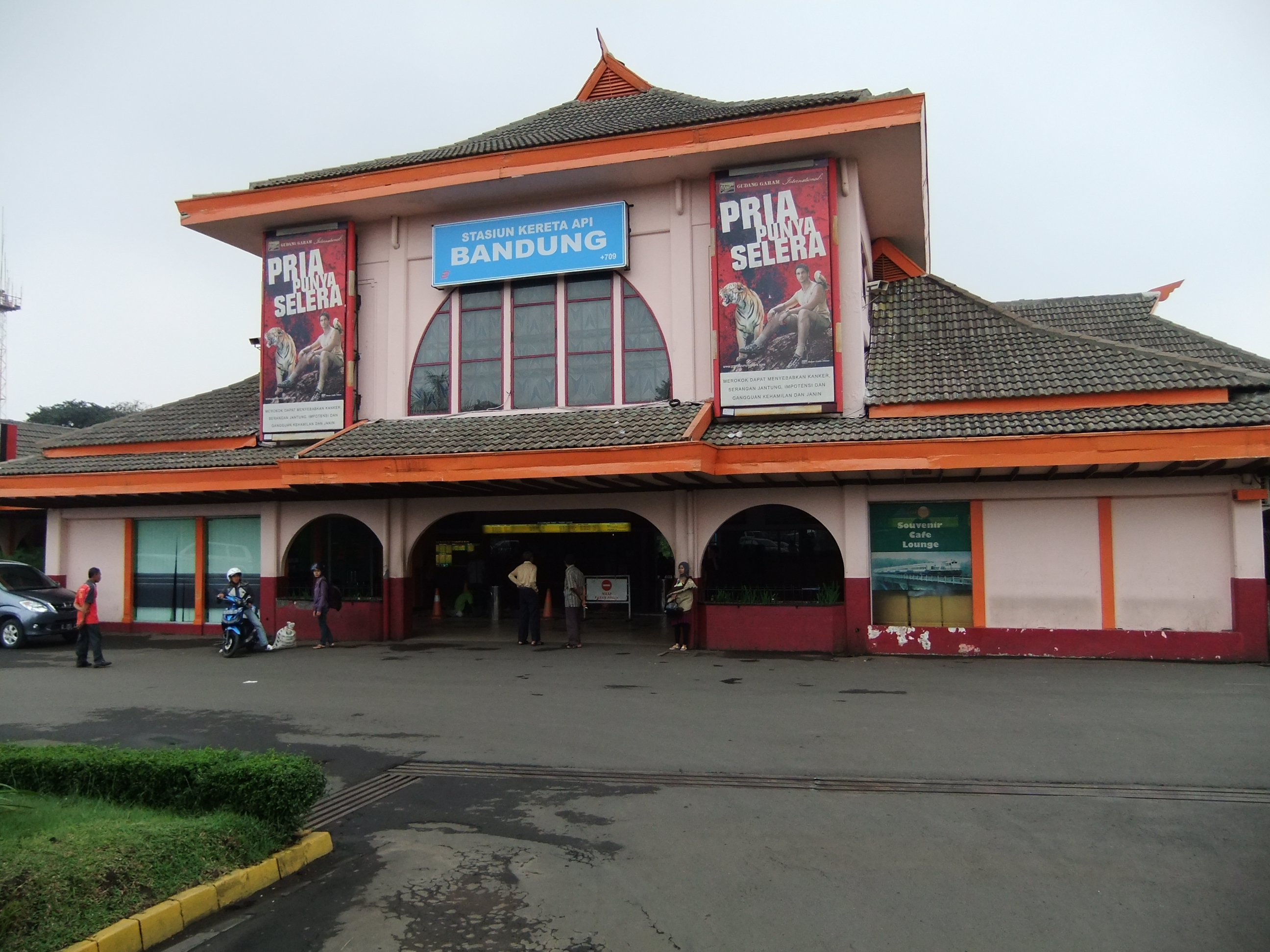
Bahnhof

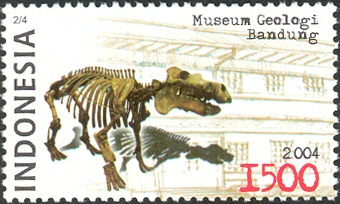
Das Museum Geologi auf einer indonesischen Sonderbriefmarke von 2004

Bandung (bis 1972: Bandoeng), genannt „Stadt der Blumen“ (indonesisch Kota Kembang), ist die Provinzhauptstadt von Westjava in Indonesien.

## Geografie
Bandung ist eine autonome Stadt (Munizipium, Kota) mit 2,5 Millionen Einwohnern nahezu im Zentrum der Provinz Jawa Barat (Westjava). Sie ist die viertgrößte Stadt in Indonesien nach Jakarta, Surabaya und Medan. Sie ist in Westjava vor Bekasi die bevölkerungsreichste Stadt und weist die höchste Bevölkerungsdichte aller Städte in der Provinz auf. Im Norden grenzt Bandung an den Regierungsbezirk (Kabupaten) Bandung Barat, im Osten und Süden an den Regierungsbezirk Bandung sowie im Westen an die Stadt Cimahi.
Zwischen 1940 und 1961 wuchs die Bevölkerung der Stadt von 230.000 auf 1 Million Einwohner, bis 1990 wuchs die Stadt auf 2 Millionen. Seit 1987 ist der Bandung Raya-Plan in Kraft, durch den die Stadt kontrolliert außerhalb des Stadtzentrums, hauptsächlich westlich und südlich, zum Beispiel im Stadtteil Kopo und Richtung Cimahi, wachsen soll, doch gerade diese Stadtviertel leiden aktuell unter massiven Verkehrsproblemen, da die wichtigen Verbindungsstraßen (zum Beispiel Jalan Kopo) nicht ausreichend dimensioniert wurden. Inoffiziell ist heute von drei bis vier Millionen Einwohnern die Rede. Die lokale Sprache der Einwohner Bandungs ist das Sundanesische, jedoch spricht fast jeder auch Indonesisch.

### Verwaltungsgliederung
Die verwaltungstechnisch einer Provinz gleichgestellte Stadt wird administrativ in 30 Distrikte (Kecamatan) unterteilt. Eine weitere Unterteilung erfolgt in 151 Kelurahan (Dörfer urbanen Charakters) mit 1.591 Rukun Warga (RW, Weiler) und 9.947 Rukun Tetangga (RT, Nachbarschaften).
| Code 1   | Kecamatan Distrikt | Ibu Kota Verwaltungssitz | Fläche (km²) | Einwohner Census 2010 2 | Volkszählung 2020 | Volkszählung 2020 | Volkszählung 2020 | Anzahl der Kelurahan 6 |
| Code 1   | Kecamatan Distrikt | Ibu Kota Verwaltungssitz | Fläche (km²) | Einwohner Census 2010 2 | Einwohner 3       | 0Dichte 40        | Sex Ratio 5       | Anzahl der Kelurahan 6 |
| -------- | ------------------ | ------------------------ | ------------ | ----------------------- | ----------------- | ----------------- | ----------------- | ---------------------- |
| 32.73.01 | Sukasari           | Sukarasa                 | 6,27         | 79.211                  | 74.886            | 11.943,5          | 100,3             | 4                      |
| 32.73.02 | Coblong            | Dago                     | 7,35         | 127.588                 | 110.205           | 14.993,9          | 102,1             | 6                      |
| 32.73.03 | Babakan Ciparay    | Babakan Ciparay          | 7,45         | 143.203                 | 142.440           | 19.119,5          | 104,5             | 6                      |
| 32.73.04 | Bojongloa Kaler    | Suka Asih                | 3,03         | 117.218                 | 119.193           | 39.337,6          | 103,7             | 5                      |
| 32.73.05 | Andir              | Garuda                   | 3,71         | 94.361                  | 96.262            | 25.946,6          | 101,0             | 6                      |
| 32.73.06 | Cicendo            | Arjuna                   | 6,86         | 96.491                  | 92.327            | 13.458,8          | 101,9             | 6                      |
| 32.73.07 | Sukajadi           | Sukagalih                | 4,30         | 104.805                 | 100.668           | 23.411,2          | 100,7             | 5                      |
| 32.73.08 | Cidadap            | Hegarmanah               | 6,11         | 56.325                  | 52.702            | 8.625,5           | 102,5             | 3                      |
| 32.73.09 | Bandung Wetan      | Tamansari                | 3,39         | 29.807                  | 26.854            | 7.921,5           | 98,8              | 3                      |
| 32.73.10 | Astana Anyar       | Panjunan                 | 2,89         | 66.658                  | 68.315            | 23.638,4          | 100,8             | 6                      |
| 32.73.11 | Regol              | Ciseureuh                | 4,30         | 79.316                  | 79.136            | 18.403,7          | 100,7             | 7                      |
| 32.73.12 | Batununggal        | Gumuruh                  | 5,03         | 116.935                 | 115.501           | 22.962,4          | 101,2             | 8                      |
| 32.73.13 | Lengkong           | Malabar                  | 5,90         | 69.307                  | 66.231            | 11.225,6          | 98,7              | 7                      |
| 32.73.14 | Cibeunying Kidul   | Cikutra                  | 5,25         | 104.575                 | 107.389           | 20.455,1          | 101,3             | 6                      |
| 32.73.15 | Bandung Kulon      | Caringin                 | 6,46         | 138.644                 | 138.813           | 21.488,1          | 101,8             | 8                      |
| 32.73.16 | Kiaracondong       | Babakan Sari             | 6,12         | 127.616                 | 126.657           | 20.695,6          | 101,3             | 6                      |
| 32.73.17 | Bojongloa Kidul    | Situsaeur                | 6,26         | 83.600                  | 86.740            | 13.856,2          | 103,8             | 6                      |
| 32.73.18 | Cibeunying Kaler   | Cigadung                 | 4,50         | 68.807                  | 67.104            | 14.912,0          | 99,9              | 4                      |
| 32.73.19 | Sumur Bandung      | Merdeka                  | 3,40         | 34.446                  | 34.137            | 10.040,3          | 101,2             | 4                      |
| 32.73.20 | Antapani           | Antapani Wetan           | 3,79         | 72.006                  | 79.260            | 20.912,9          | 98,9              | 4                      |
| 32.73.21 | Bandung Kidul      | Mengger                  | 6,06         | 57.398                  | 59.984            | 9.898,4           | 100,8             | 4                      |
| 32.73.22 | Buahbatu           | Margasari                | 7,93         | 92.140                  | 100.369           | 12.656,9          | 100,4             | 4                      |
| 32.73.23 | Rancasari          | Cipamokolan              | 7,33         | 72.406                  | 83.655            | 11.412,7          | 99,0              | 4                      |
| 32.73.24 | Arcamanik          | Cisaranten Kulon         | 5,87         | 65.607                  | 77.214            | 13.154,0          | 100,9             | 4                      |
| 32.73.25 | Cibiru             | Cipadung                 | 6,32         | 67412                   | 72.090            | 11.406,7          | 103,2             | 4                      |
| 32.73.26 | Ujungberung        | Cigending                | 6,40         | 72.414                  | 87.698            | 13.702,8          | 101,7             | 5                      |
| 32.73.27 | Gedebage           | Rancabolang              | 9,58         | 34.299                  | 41.653            | 4.347,9           | 102,4             | 4                      |
| 32.73.28 | Panyileukan        | Mekar Mulya              | 5,10         | 37.691                  | 39.892            | 7.822,0           | 102,1             | 4                      |
| 32.73.29 | Cinambo            | Pakemitan                | 3,68         | 23762                   | 25.363            | 6.892,1           | 105,2             | 4                      |
| 32.73.30 | Mandalajati        | Karang Pamulang          | 6,67         | 60.825                  | 71.422            | 10.708,0          | 101,9             | 4                      |
| 32.73    | Kota Bandung       | Kota Bandung             | 167,31       | 239.4873                | 2.444.160         | 14.608,6          | 101,5             | 151                    |

Aus ökonomischen Gründen werden die 30 Kecamatan in 8 Subregionen zusammengefasst: Arcamanik, Bojonagara, Cibeunying, Gedebage, Karees, Kordon, Tegalega, Ujungberung.

## Demographie
Zur Volkszählung im September 2020 lebten in Kota Bandung 2.444.160 Menschen, davon 1.213.044 Frauen (49,63 %) und 1.231.116 Männer (50,37 %). Gegenüber dem letzten Census (2010) stieg der Frauenanteil um 0,48 Prozent. 70,52 % (1.723.660) gehörten 2020 zur erwerbsfähigen Bevölkerung; 22,84 % waren Kinder und 6,64 % im Rentenalter (ab 65 Jahren).
Ende 2021 waren 92,13 % der Einwohner Muslime, Christen gab es 7,35 % (131.388 ev.-luth. / 54.472 röm.-kath.), 0,44 % Buddhisten sowie 0,06 % Hindus.
| Datum        | Fläche (km²) | Einwohner    | Einwohner    | Einwohner  | Bevölke- rungsdichte (Einw. je km²) | Sex Ratio (Männer pro 100 Frauen) |
| Datum        | Fläche (km²) | 00männlich00 | 00weiblich00 | 00gesamt00 | Bevölke- rungsdichte (Einw. je km²) | Sex Ratio (Männer pro 100 Frauen) |
| ------------ | ------------ | ------------ | ------------ | ---------- | ----------------------------------- | --------------------------------- |
| 31.12.202000 | 168          | 1.251.636    | 1.238.750    | 2.490.386  | 14.82400                            | 101,04                            |
| 30.06.2021   | 167,67       | 1.240.749    | 1.227.072    | 2.467.821  | 15.019,14                           | 101,11                            |
| 31.12.2021   | 166,59       | 1.267.661    | 1.260.193    | 2.527.854  | 15.174,10                           | 100,59                            |

| Jahr      | 2013      | 2014      | 2015      | 2016      | 2017      | 2018      | 2019      | 2020      | 2021      |
| --------- | --------- | --------- | --------- | --------- | --------- | --------- | --------- | --------- | --------- |
| Einwohner | 2.332.453 | 2.341.097 | 2.378.627 | 2.397.396 | 2.412.458 | 2.452.179 | 2.480.464 | 2.500.967 | 2.527.854 |
| Dichte    | 13.524    | 13.963    | 14.186    | 14.298    | 14.388    | 14.625    | 14.794    | 14.916    | 15.076    |

Bevölkerungsentwicklung laut UN
| Jahr                     | 1950  | 1960  | 1970  | 1980  | 1990  | 2000  | 2010  | 2017  |
| ------------------------ | ----- | ----- | ----- | ----- | ----- | ----- | ----- | ----- |
| Einwohnerzahl in Tausend | 0.511 | 0.902 | 1.170 | 1.452 | 2.035 | 2.138 | 2.398 | 2.520 |

## Geschichte

### Urgeschichte

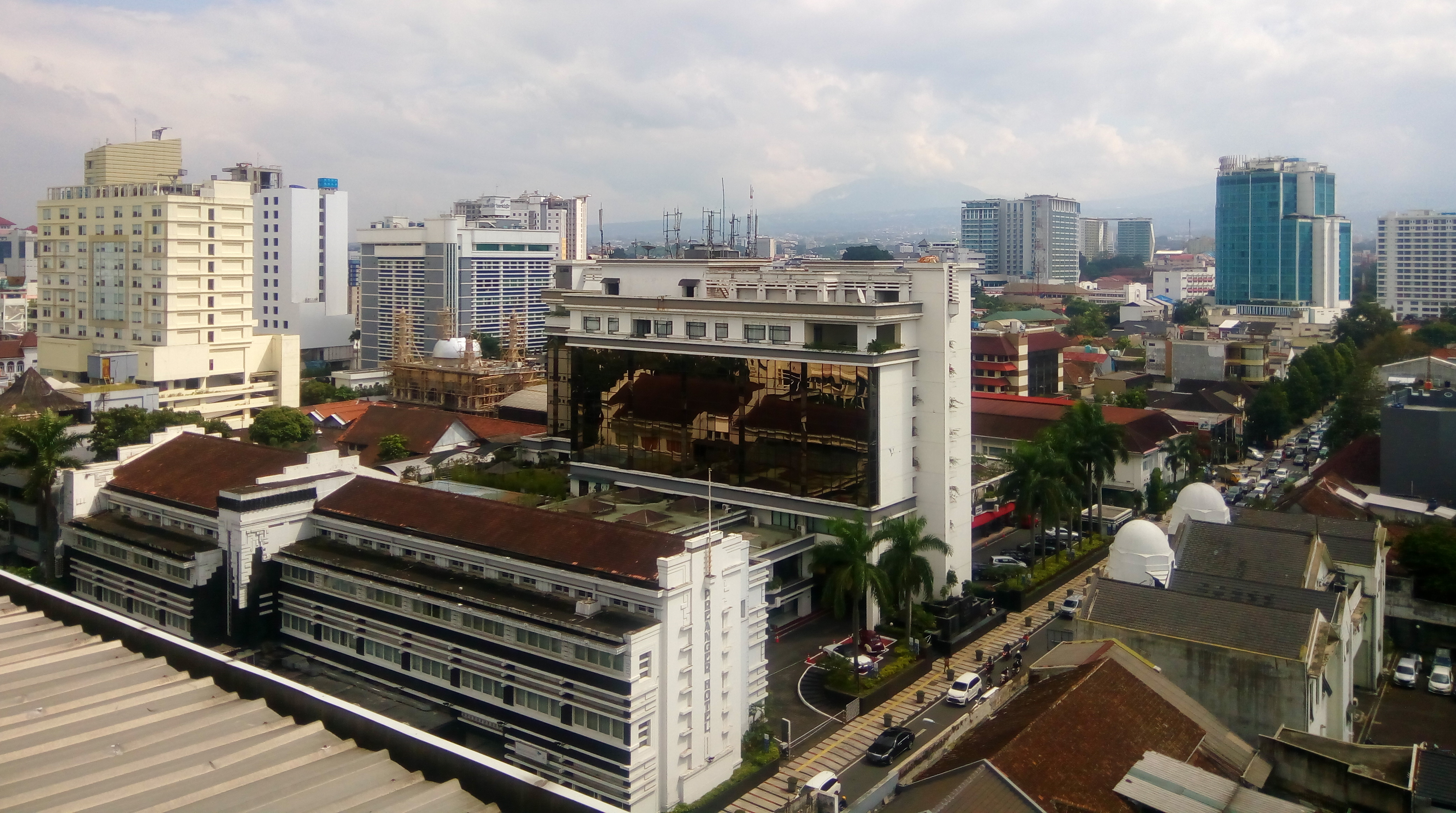
Skyline von Bandung

Die Besiedlung der Hochebene von Bandung geht bis zum Java-Menschen (Homo erectus) zurück. Noch heute werden im Bereich von Dago gelegentlich archäologische Funde aus dieser Epoche geborgen. Sie sind im Geologischen Museum von Bandung ausgestellt.

### Frühe Neuzeit
Die älteste erhaltene schriftliche Erwähnung von Bandung stammt aus dem Jahr 1488. 1614 hatte Bandung 25 bis 30 Häuser. Der Aufschwung fand ab 1786 statt, als im Zuge des militärischen Ausbaus der Insel Java durch die Niederländer eine Straße von Batavia (Jakarta) durch das Preanger-Gebirge nach Cirebon gebaut wurde, um das Land besser gegen die Engländer schützen zu können. Dieser Groote Postweg führte zunächst etwa 19 km nördlich des heutigen Stadtzentrums (Alun Alun) vorbei, erst später wurde sein Verlauf über die Hauptstraße Bandungs, den heutigen Jalan Asia-Afrika, verlegt.

### Kolonialzeit
Mitte des 19. Jahrhunderts begann in der Region um Bandung der Anbau von Chinarindenbäumen, Assam-Tee und Kaffee. Bandung wurde das Zentrum der Plantagenregion. 1880 erhielt die wachsende Stadt eine Eisenbahnverbindung mit Jakarta, womit die Industrialisierung und der erste Tourismus begannen. Chinesen siedelten sich an. Die ersten Hotels und Cafés eröffneten, und die Stadt erarbeitete sich ihren Ruf als Paris des Ostens. 1920 wurde das Militär-Hauptquartier der Kolonie Niederländisch-Indien von Batavia nach Bandung verlegt. In dieser Zeit entstanden auch die berühmten Art-déco-Gebäude und die Jalan Braga wurde Flaniermeile der Kolonialherren. Es wurde die Technische Hogeschool gegründet und das Regierungszentrum mit dem Gedung Sate nordöstlich des Alun Alun gebaut.

### Im unabhängigen Indonesien

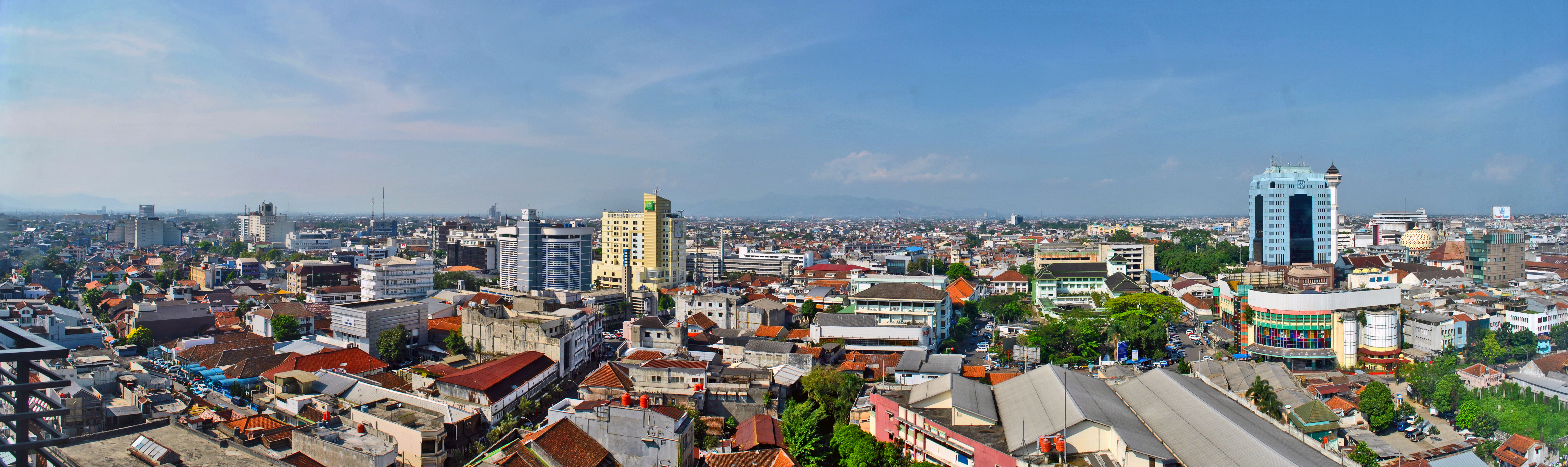
Panorama der Stadt

Vom 18. bis 24. April 1955 fand in Bandung die historisch bedeutsame Tagung der Regierungschefs aus 29 asiatischen und afrikanischen Staaten statt, die insgesamt 1,4 Mrd. Menschen vertraten (Bandung-Konferenz). Die Tagung verabschiedete unter anderem ein 10-Punkte-Programm, in dem sich diese Staaten zur friedlichen Koexistenz, zum Prinzip der nationalen Selbstbestimmung und zum Eintreten gegen Neokolonialismus bekannten. Die Konferenz gab den nationalen Befreiungsbewegungen starke Impulse.
Am 11. April 1963 ereignete sich bei Bandung ein schwerer Eisenbahnunfall, als die Lokomotive und die beiden ersten Wagen eines Schnellzugs von Jakarta nach Bandung entgleisten. Einer der Wagen überschlug sich und stürzte in eine Schlucht. 37 Menschen starben.

## Sehenswürdigkeiten

### Natur
- Wasserfälle von Maribaya, nordöstlich vom Stadtteil Dago
- Aktiver Vulkan Tangkuban Perahu („gekentertes Boot“) nördlich von Lembang
- Heiße Quellen von Ciater, nördlich von Lembang
- Vulkankratersee Kawah Putih („weißer Krater“) mit heißen Quellen in der Nähe, 50 km südwestlich von Bandung
- Zoo von Bandung

### Museen
- Museum Geologi, geologisches Museum
- Museum Jawa Barat, Archäologie und Kultur der Provinz West-Java
- Museum Mandala Wangsit Siliwangi, Armeemuseum
- Museum Konferensi Asia Afrika im Gebäude Gedung Merdeka, erinnert an die Asia-Afrika Konferenz von 1955

### Stadt
Bandung weist einen Bestand tropischer Art-déco-Architektur aus den 1920er Jahren auf. Die bedeutendsten Art-déco-Gebäude der Stadt sind die Villa Isola, das Grand Hotel Preanger und das Savoy Homann Bidakara Hotel, darüber hinaus gibt es weitere sehr sehenswerte Gebäude dieses Baustils.
- Der Jalan Asia-Afrika mit dem Asia-Afrika-Konferenzgebäude „Gedung Merdeka“, diversen Art-Déco-Hotels wie zum Beispiel das „Savoy Homann“
- Der Jalan Braga mit seinen Restaurants, Kolonialarchitektur und Kneipen
- Villenviertel Ciumbuleuit, Cipaganti, Setrasari nördlich der Jalan Asia-Afrika mit Häusern aus der Kolonialzeit
- Für Eisenbahnfans: der belebte Bahnhof
- Gedung Sate, das Verwaltungsgebäude der Regierung West-Java, welches wegen seiner wie ein Sate-Spieß aussehenden Spitze diesen Namen trägt
- Jalan Cihampelas, Textilgeschäfte
- Jalan Riau, Outlet-Straße

### Kultur
- Saung Angklung Udjo, mit Aufführung von Angklung-Musik, Tänzen und Wayang Golek
- Institut Teknologi, Technische Universität
- Padjadjaran-Universität im Stadtteil Jatinangor

## Verkehr

Schnellzug an der Strecke Schnellfahrstrecke Jakarta–Surabaya

Etwa 5 km nordwestlich des Stadtzentrums befindet sich der Flughafen Bandung (BDO/WICC).
Die Stadt ist an das Schienennetz angeschlossen. Seit 2023 ist der Ort im Rahmen der Schnellfahrstrecke Jakarta–Surabaya mit Jakarta verbunden.

## Bildung

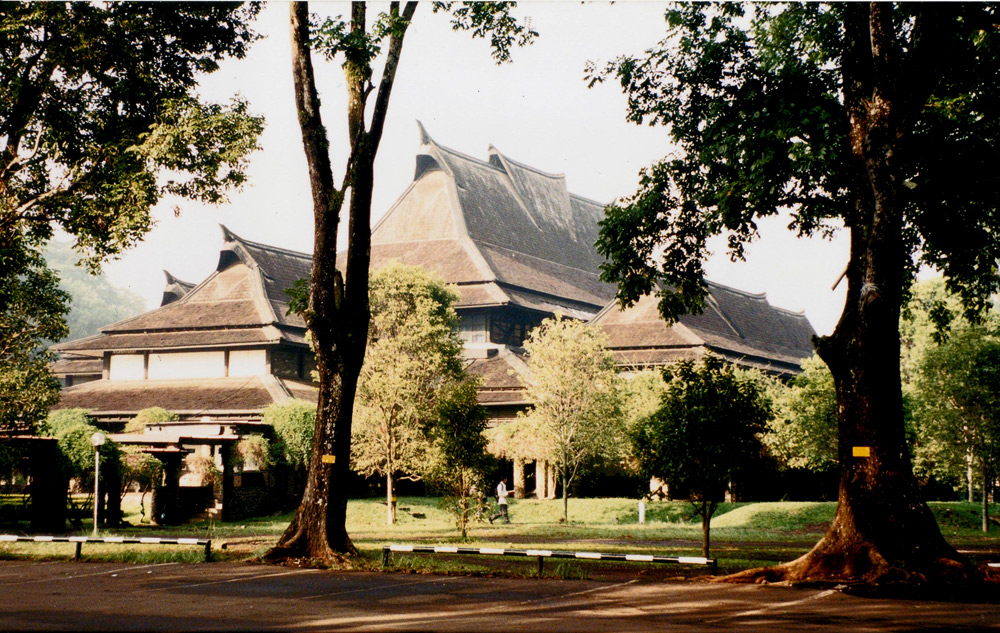
Institut Teknologi Bandung

In Bandung ist neben einigen anderen Universitäten das in Indonesien hoch angesehene ITB (Institut Teknologi Bandung) ansässig, das Ingenieure verschiedener Fachrichtungen ausbildet. Weitere Universitäten sind die Universitas Komputer Indonesia (UNIKOM) und die Universitas Katólika Parahyangan.

## Sport
- Persib Bandung, Fußballverein

## Söhne und Töchter der Stadt
- Gustav Adolf Visscher van Gaasbeek (1859–1911), niederländischer Architekt
- Fred Klein (1898–1990), niederländischer Maler und Vater des Malers Yves Klein
- Johan Fabricius (1899–1981), niederländischer Schriftsteller, Illustrator, Journalist und Abenteurer
- Theo Smit Sibinga (1899–1958), niederländischer Komponist, Cellist und Dirigent
- Sophie Elisabeth Saueressig (1906–1945), niederländische Tänzerin und Kriegsgefangene auf Java
- Henk Badings (1907–1987), niederländischer Komponist
- Roekiah (1917–1945), Sängerin und Schauspielerin
- André Boerstra (1924–2016), niederländischer Hockeyspieler
- Loek Huisman (1926–2017), niederländischer Bühnenschauspieler, Regisseur, Autor und Übersetzer
- Ramadhan K. H. (1927–2006), Schriftsteller
- N. John Habraken (1928–2023), niederländischer Architekt, Architekturlehrer, Theoretiker und Autor
- Eddie de Haas (1930–2022), niederländisch-US-amerikanischer Jazz-Bassist
- Rainer Zepperitz (1930–2009), deutscher Kontrabassist
- Sabine von Diest-Brackenhausen (* 1931), deutsche Bildhauerin und Malerin
- Otto Ludwig (1931–2019), deutscher Germanist, Linguist und Hochschullehrer
- Friedrich Schmidt-Bleek (1932–2019), deutscher Kern- und Physikochemiker und Umweltforscher
- Jacobus van Lint (1932–2004), niederländischer Mathematiker
- Cornelis Christiaan Berg (1934–2012), niederländischer Botaniker
- Peter Graaff (1936–2014), niederländischer General
- Liesbeth List (1941–2020), niederländische Sängerin
- Roderik de Man (* 1941), niederländischer Komponist
- Pierre Mathieu (1943–2014), niederländischer Volleyballtrainer
- Eddy Lie (* 1946), niederländischer Dichter und Maler indonesischer Abstammung
- Robert Kreis (* 1949), niederländischer Kabarettist, Pianist und Entertainer
- Koos Richelle (* 1949), niederländischer Verwaltungsjurist
- Nick MacKenzie (* 1950), niederländischer Sänger
- Sandra Reemer (1950–2017), niederländische Sängerin und Moderatorin
- Iie Sumirat (1950–2025), Badmintonspieler
- Ivanna Lie (* 1960), Badmintonspielerin
- Dody Satya Ekagustdiman (* 1961), Kecapi-Spieler und Komponist
- Abdullah Gymnastiar (* 1962), Islam-Prediger
- Andra Matin (* 1962), Architekt
- Agus R. Sarjono (* 1962), Schriftsteller
- Marty Natalegawa (* 1963), Politiker und Diplomat
- Aryono Miranat (* 1964), Badmintonspieler
- Stewart Bernard (* 1965), niederländischer Volleyballtrainer
- Antonius Subianto Bunjamin (* 1968), römisch-katholischer Bischof
- Ricky Subagja (* 1971), Badmintonspieler
- Ridwan Kamil (* 1971), Architekt und Politiker
- Halim Haryanto (* 1976), Badmintonspieler
- Andrew Haryanto (* 1977), Unternehmer und Autorennfahrer
- Meutya Hafid (* 1978), Journalistin und Politikerin
- Yuli Marfuah (* 1979), Badmintonspielerin
- Intan Paramaditha (* 1979), Schriftstellerin und Dozentin
- Meisya Siregar (* 1979), Schauspielerin
- Asep Wildan (vor 1980–2000), Vulkanologe und Geophysiker
- Imam Sodikin (* 1980), Badmintonspieler
- Taufik Hidayat (* 1981), Badmintonspieler
- Tania Gunadi (* 1983), US-amerikanische Schauspielerin
- Lita Nurlita (* 1983), Badmintonspielerin
- Richie Regehr (* 1983), kanadischer Eishockeyspieler
- Yoga Ukikasah (* 1985), Badmintonspieler
- Tan Joe Hok (* 1987), Badmintonspieler
- Febby Angguni (* 1991), Badmintonspielerin
- Alrie Guna Dharma (* 1991), Badmintonspieler
- Yeni Asmarani (* 1992), Badmintonspielerin
- Dandi Prabudita (* 1992), Badmintonspieler
- Suci Rizky Andini (* 1993), Badmintonspielerin
- Sri Wahyuni Agustiani (* 1994), Gewichtheberin
- Fajar Alfian (* 1995), Badmintonspieler
- Windy Cantika Aisah (* 2002), Gewichtheberin

## Städtepartnerschaften
- Braunschweig, Deutschland, seit 1960
- Fort Worth, Vereinigte Staaten, seit 1990
- Suwon, Südkorea, seit 2003
- Topoľčianky, Slowakei, seit 2009
- Liuzhou, Volksrepublik China, seit 2009
- Yingkou, Volksrepublik China, seit 2009

## Fernsehsender
- Kompas TV
- iNews
- MYTV
- NET.
- O Channel